# East Dulwich
East Dulwich ist ein Stadtteil des Londoner Bezirks Southwark. Zusammen mit West Dulwich und Dulwich Village bildet er den Stadtteil Dulwich. Im Süden wird East Dulwich von Dulwich Wood und Dulwich Village, im Westen von Dulwich West begrenzt. Nördlich liegt Peckham.

## Geschichte

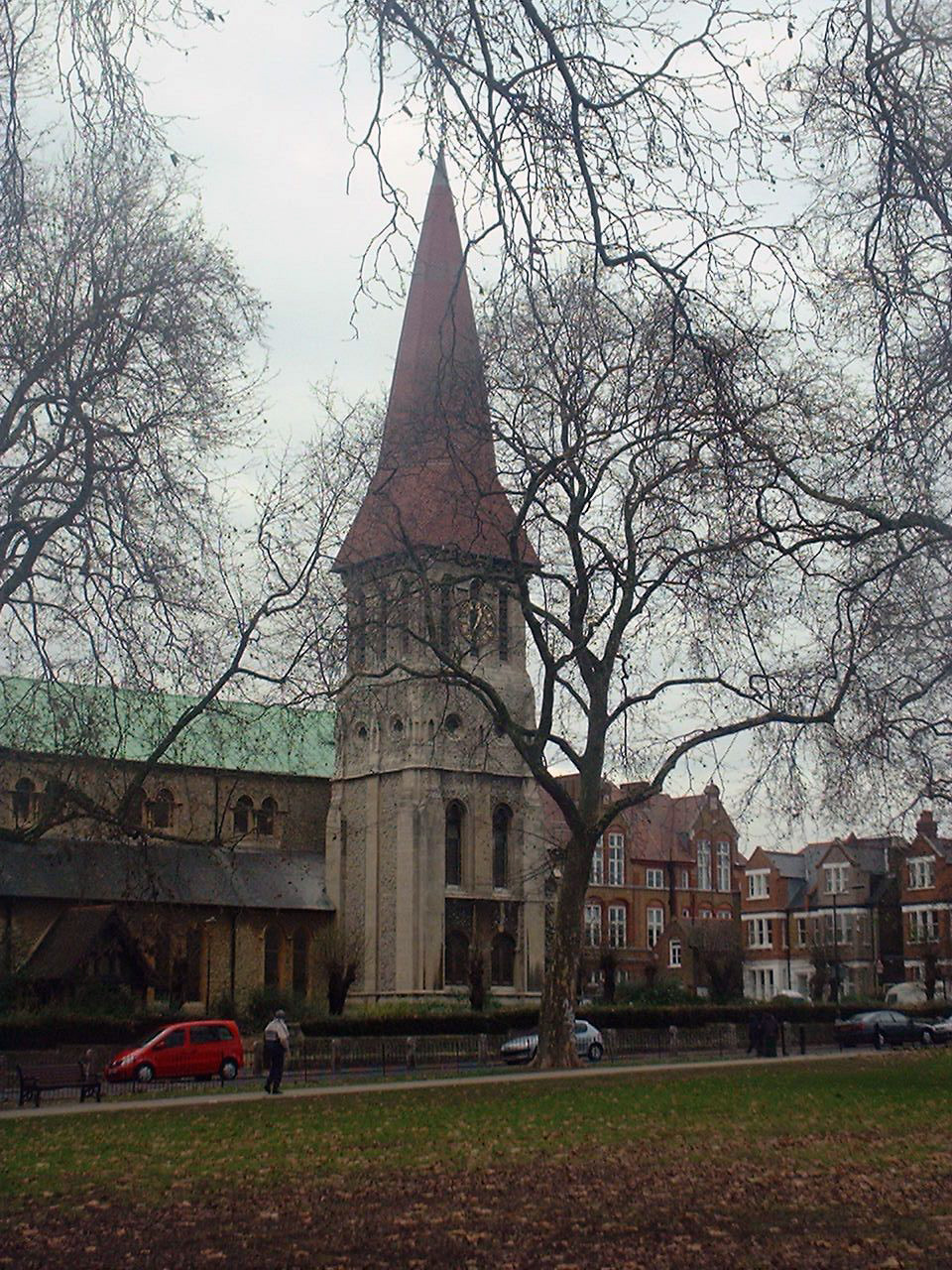
St. John’s Church

Die erste urkundliche Erwähnung des Gebiets um Dulwich stammt von König Edgar I. der im Jahr 967 dem Earl Aelfheah, einem seiner Thane, einen Weiler auf dem Gebiet zusprach. Der Name Dulwich wurde im Laufe der Zeit auf verschiedene Weise ausgesprochen, etwa Dilwihs, Dylways oder Dullag und bedeutet in etwa „Wiese wo der Dill wächst“. Das Land stand unter anderem im Eigentum von Harald II. und gehörte nach 1066 zum Besitz von Wilhelm dem Eroberer. Die Grenze zwischen Dulwich Manor und dem benachbarten Friern Manor bildete zu dieser Zeit die Lordship Lane. Um 1340 wurde der Weiler Est Dilewissh von einem John Leverich an William Mabuhs verkauft. Bis zu ihrer Auflösung im Jahr 1538 stand das Stadtgebiet im Eigentum der Mönche von Bermondsey Abbey. 1544 übernahm der Goldschmied Thomas Calton den Besitz von Heinrich VIII. Zwischen 1826 und 1827 wurde die East Dulwich Chapel errichtet. Sie geht vermutlich auf einen Entwurf des Architekten T.F. Baily zurück. Das Gebäude, welches heute nicht mehr erhalten ist, befand sich am Beginn der Lordship Lane, direkt gegenüber dem Park Goose Green. Mit dem Bau der Eisenbahnlinie der London, Chatham and Dover Railway 1863 und der Eröffnung der Champion Hill Station fünf Jahre später, begann eine rasante Entwicklung des Gebiets. So wurden allein zwischen 1871 und 1881 5.000 neue Häuser auf dem Stadtgebiet von East Dulwich errichtet. Mit der Zunahme der Bevölkerung mussten auch neue Schulen, wie etwa die Heber Road School, und Kirchen, beispielsweise die St. Peter’s und die Emmanuel Congregational Church, gebaut werden. Im Jahr 1885 nahm die erste, mit Pferden betriebene, Straßenbahn in East Dulwich den Betrieb auf. Auch wurden zunehmend öffentliche Einrichtungen geschaffen. So eröffneten 1892 die Dulwich Public Baths, die heute noch in Betrieb und damit der älteste Bäderbetrieb in London sind. Ein Jahr später wurde die Feuerwache von Dulwich in der Lordship Lane in Betrieb genommen. Sie musste, nachdem das Gebäude im Zweiten Weltkrieg erhebliche Schäden erlitten hatte, 1947 geschlossen werden. Im Jahr 1900 gehörte East Dulwich zum Metropolitan Borough of Camberwell. 1906 wurde die Straßenbahn im Bezirk elektrifiziert. Sie war bis 1952 in Betrieb und wurde dann eingestellt. Während des Zweiten Weltkriegs zerstörten V1- und V2-Bomben einen Großteil der Gebäude in East Dulwich und den umliegenden Stadtteilen. Im Rahmen einer Gebietsreform wurde East Dulwich 1965 Teil von Southwark. Seit Ende des 20. Jahrhunderts unterliegt der Stadtteil einer fortschreitenden Gentrifizierung.

## Bevölkerung
Nach der Volkszählung 2011 hat East Dulwich 12.321 Einwohner. Hiervon sind 9.127 (74,1 %) im Vereinigten Königreich geboren, wohingegen die größten Gruppen der Einwanderer mit 816 Einwohnern (6,6 %) vom amerikanischen Kontinent und mit 799 (6,5 %) aus Ländern der Europäischen Union stammen. Die Arbeitslosenquote betrug 2011 1,1 %.

## Sport, Freizeit und Sehenswürdigkeiten
Die Dulwich Library wurde als erste öffentliche Bibliothek in East Dulwich bereits im Jahr 1897 eröffnet und bietet unter anderem Hausaufgabenhilfe für Schüler, verschiedene Diskussionsrunden zu Büchern und Computerkurse an. Unweit der Bibliothek befindet sich das älteste Pub des Stadtteils, The Plough.
Concrete House liegt in der Lordship Lane und wurde 1873 von Charles Drake im Auftrag der Patent Concrete Building Company errichtet. Beim Bau wurden anstelle der sonst üblichen Fensterläden aus Holz, solche aus Eisen verwendet. Man geht davon aus, dass das Haus das letzte seiner Bauart in ganz England ist.
In East Dulwich sind zwei Fußballvereine, der 1893 gegründeten Dulwich Hamlet F.C., der zurzeit in der Isthmian League spielt und der Fisher F.C., der in der Amateur-Liga spielt, beheimatet.

## Verkehr

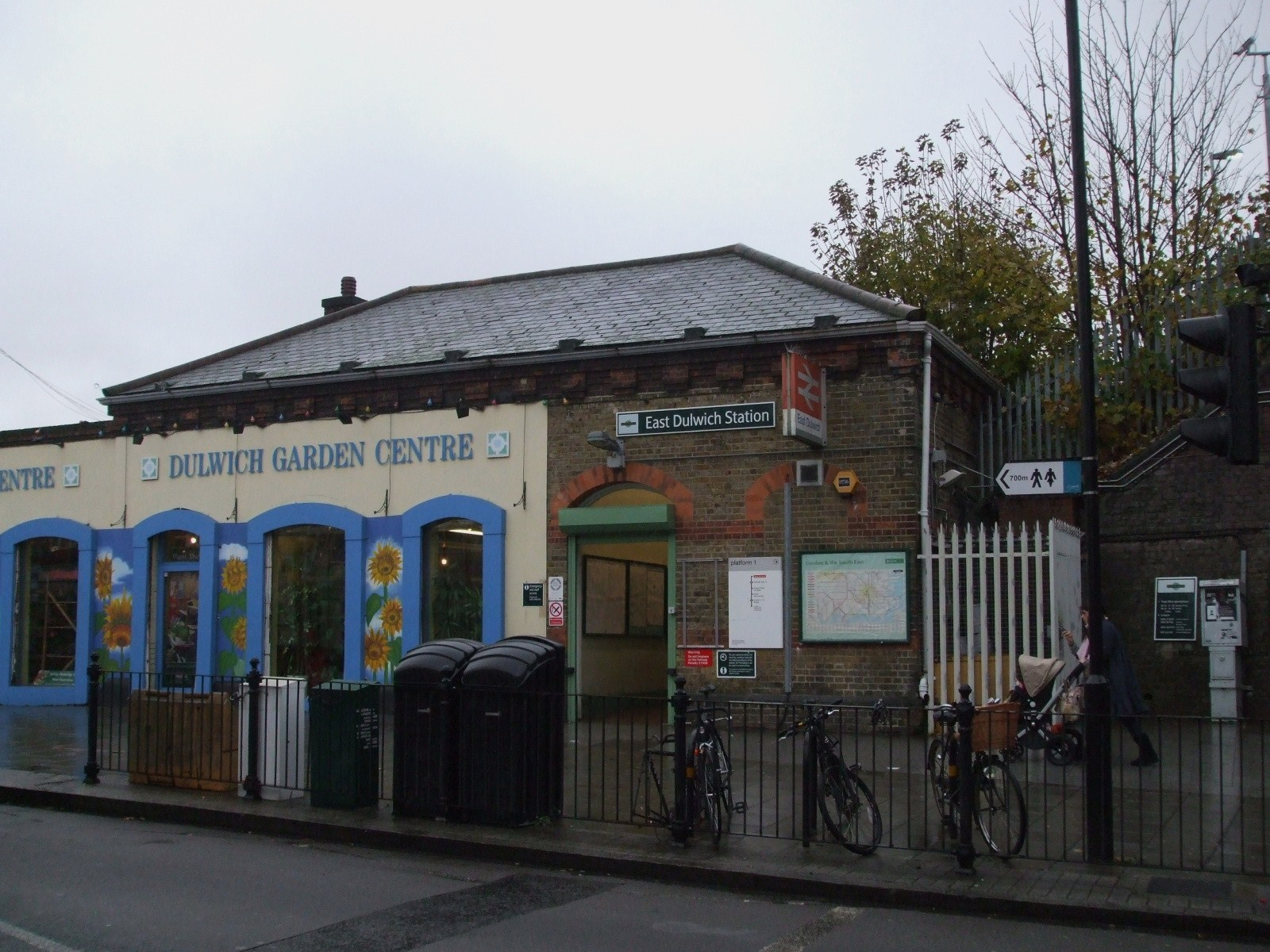
East Dulwich Railway Station

Der Stadtteil ist über die East Dulwich Railway Station an den öffentlichen Personennahverkehr angebunden. Von dort verkehren Züge der Bahngesellschaft Southern, die East Dulwich in 11 Minuten mit dem Bahnhof London Bridge verbinden. Durch die Linien 40, 176, 185, 484 und P13 besteht Anschluss an das Netz der London Buses. Mit dem Auto benötigt man etwa eine halbe Stunde in die Innenstadt Londons.

## Persönlichkeiten

### Söhne und Töchter der Stadt
- William Ewart Napier (1881–1952), Schachspieler
- Phyllis Pearsall (1906–1996), Kartografin, Sachbuchautorin und Malerin
- Simon Lilly (* 1959), Astrophysiker
- Rafe Spall (* 1983), Schauspieler
- King Krule (* 1994), Musiker
- Thomas Gloag (* 2001), Radrennfahrer

### Berühmte Bewohner
Der Schauspieler Boris Karloff (1887–1969) verbrachte seine Kindheit unter anderem in East Dulwich.
Adelaide Bartlett lebte in den 1880er Jahren mit ihrem Mann in East Dulwich.
Sie wurde in einem der bekanntesten Kriminalfälle des viktorianischen Zeitalters freigesprochen, ihren Mann ermordet zu haben.